# St. Paul (Virginie)
Pour les articles homonymes, voir Saint-Paul.
St. Paul est une municipalité américaine située dans les comtés de Russell et de Wise en Virginie.
Selon le recensement de 2010, St. Paul compte 970 habitants. Située sur la Clinch, la municipalité s'étend sur 1,38 mille carré (3,57 km2) dont 0,05 mille carré (0,13 km2) d'étendues d'eau. St. Paul se trouve en majorité dans le comté de Wise, qui regroupe 772 habitants sur 1,05 mille carré (2,72 km2) .
Les premiers colons de la région, arrivés au XVIIIe siècle, sont des immigrés français. Le nom du bourg ferait référence à la ville de Saint Paul dans le Minnesota. Il était en effet prévu de fonder des villes jumelles sur la Clinch ; l'autre bourg, qui ne s'est jamais matérialisé, aurait dû s'appeler Minneapolis.
St. Paul accueille le musée d'histoire de la Virginie du Sud-Ouest.